# Alexandru Plămădeală
Alexandru Plamădeală, né en 1888 et mort en 1940, est un sculpteur Moldave. Il est l'artiste responsable de la création du monument d'Étienne le Grand à Chișinău (1927).

## Biographie
Alexandru Plămădeală naît en 1888 à Sectorul Buiucani (en).
Il est diplômé de l'École de peinture, de sculpture et d'architecture de Moscou.
Alexandru Plamădeală épouse Olga Suceveanu le 19 septembre 1923.
Il meurt en 1940 à Chișinău.

## Galerie

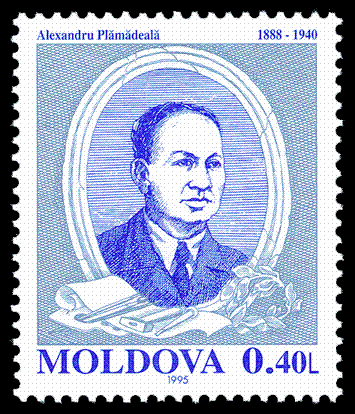
Timbre de 1995.
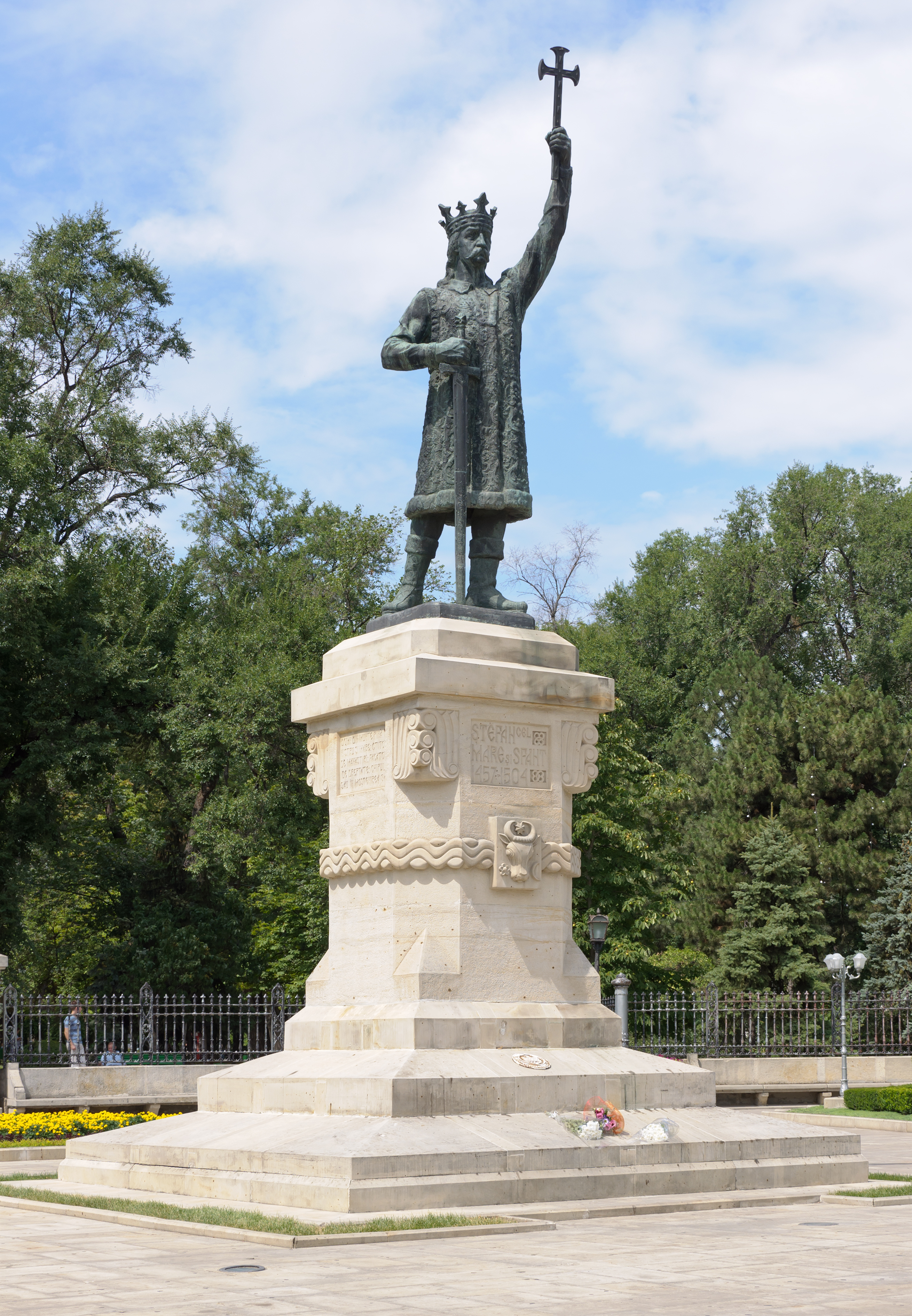
Monument d'Étienne le Grand.
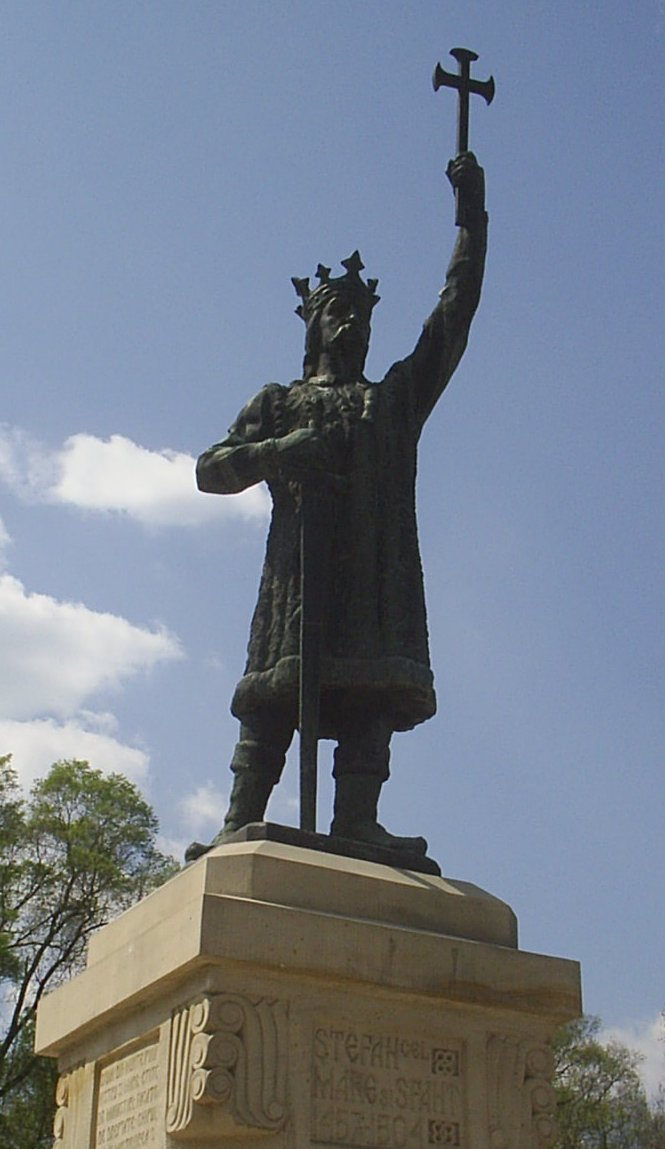
Monument d'Étienne le Grand.